# Ледбелли
Ха́дди Уи́льям Ледбе́ттер (англ. Huddie William Ledbetter; известный как Ледбе́лли или Лед Бе́лли (англ. Leadbelly, Lead Belly); 15 января 1888, Мурингспорт, Луизиана, США — 6 декабря 1949, Нью-Йорк, США) — американский певец, композитор-песенник, гитарист, легендарный исполнитель блюзов, чьё влияние на последующих музыкантов признаётся огромным. Есть версия, что прозвище «Ледбелли» (дословно — «Свинцовое Брюхо») он получил за силу и выносливость.
Ледбелли знал практически все песни своего времени, которые имели какое-либо отношение к репертуару чёрных музыкантов вообще и блюзу в частности: от европейских баллад до гангстерских блюзов, от рабочих песен до полуцерковных песнопений, от тюремных до ковбойских. Основу его творчества составляли всё же народные песни темнокожего населения (праздничные танцевальные и рабочие ритмичные).

## Биография

### Молодые годы
Хьюдди Вильям Ледбеттер родился 15 января 1888 года (по другим данным — 29 января 1885-го) на плантации неподалёку от Шривпорта (штат Луизиана), в месте, где сходятся границы трёх штатов: Техаса, Луизианы и Арканзаса. Когда ему было 5 лет, вся семья переехала в Лейх (штат Техас, недалеко через границу).
Хьюдди рос необычайно сильным: гнул подковы голыми руками, собирал хлопка за день больше односельчан, любил крепкие напитки, хорошую драку и молодых девушек. Его семья была не так уж бедна, в Луизиане все её члены собирали хлопок на чужих плантациях, а переехав в Техас, имела собственную землю.
Игре на аккордеоне он научился ещё в раннем детстве у отца (Уэс Ледбеттер, который был музыкантом), на гитаре — у дяди (Террел Ледбеттер), а затем сам освоил фортепиано, мандолину и губную гармошку (в те годы гитара почти не использовалась для быстрых активных песен, потому что издавала только очень тихие звуки — позже появились металлические мексиканские и гавайские гитары, которые не заглушались звуком танца). Голосом природа его тоже не обделила (у него был мощный баритон).
В возрасте 15 лет у Хьюдди Ледбеттера родился ребёнок, через год — ещё один. Это не сильно способствовало его авторитету в деревенском обществе, и он отправился искать счастья в другом месте. В начале века он объездил всю Луизиану и Техас, выучив и сочинив много песен, и остановил свой музыкальный выбор на двенадцатиструнной гитаре, ставшей «его» инструментом в глазах потомков. Время от времени он зарабатывал обычной работой (сборщика хлопка, грузчика, лесоруба и т. п.), но чаще играл и пел. Один раз он серьёзно заболел, и ему пришлось временно вернуться в дом родителей — в это время он в первый раз женился.
В Далласе он встретился со Слепым Лемоном Джефферсоном, которому сначала аккомпанировал на концертах, и с которым уже вскорости выступал дуэтом на равных. Джефферсон был младше его, но гораздо шире известен, он первым из чёрных исполнителей сделал достаточно записей, чтобы продать миллион пластинок — но недостаточно для того, чтобы обеспечить себя (он умер в бедности, замёрзший насмерть в метель). Уже в 1940-х годах Ледбелли посвятил Джефферсону песню, в которой вспоминал то время.

### Каторга
В 1916 году дуэт распался из-за того, что Ледбелли попал в тюрьму за драку. Родители Уэс и Салли Ледбеттер заложили свою заработаную долгими годами хлопкособирательства ферму, чтобы нанять адвоката, который добился небольшого срока в три месяца. Ледбелли не отсидел и того и бежал — могучее здоровье позволило ему бежать быстрее и дольше тюремных собак, и его не догнали. Он опять вернулся домой, где отсиживался в сарае на ферме родителей, пока отец не послал его в Новый Орлеан. Этот город не понравился Ледбелли, он переехал вскоре в Де Кальб (De Kalb) на северо-востоке Техаса (возле границы с Арканзасом), где и «лёг на дно», живя у родственников и работая на ферме. Пару лет он прожил, изредка выступая под псевдонимом Уолтер Бойд (англ. Walter Boyd). В 1918 году Бойд ввязался в драку и был обвинён в убийстве некоего Вилла Стаффорда, дальнего родственника Ледбелли, которому кто-то выстрелил в голову (до последних дней Ледбелли уверял, что это был не он). Бойда арестовали и он (именно под этим именем) сел за убийство в Техасскую тюрьму Harrison Country Prison на тридцать лет.
Семь лет Ледбелли проработал, скованный одной цепью с другими каторжниками, и, вероятно, именно в это время получил своё прозвище. Он действительно переносил тяготы каторги лучше других, и продолжал петь — музыкальные инструменты было сложно достать, по крайней мере пока он не стал любимым исполнителем надсмотрщиков, а вот ритмичных рабочих песен он знал достаточно, а какие не знал — тут же выучил. Его отец, Уэс Ледбеттер, попробовал выкупить Бойда на свободу, но у него не хватило денег на взятки; через некоторое время он скончался. Когда тюремные охранники стали чаще просить Ледбелли спеть специально для них, а потом и техасский губернатор слушал его во время частых служебных визитов, Уолтер Бойд стал местной знаменитостью. Он немедленно воспользовался этим шансом и написал песню «Губернатор Пат Нефф», в которой просил губернатора о помиловании, и спел её во время его очередного визита:
Please, Governor Neff, Be good 'n kind

Have mercy on my great long time…

I don’t see to save my soul

If I don’t get a pardon, try me on a parole…

If I had you, Governor Neff, like you got me

I’d wake up in the mornin' and I’d set you free
План сработал, хотя Пат Нефф не так давно занял место другого губернатора, убранного в связи со скандалом о помиловании, и в своей избирательной кампании клялся, что никого амнистировать не будет. Ледбелли вернулся в Луизиану, где некоторое время работал шофёром грузовика, часто играя в общественных местах, зарабатывая этим на выпивку и женское внимание. Однажды во время исполнения песни «Mister Tom Hughes’s Town», когда Ледбелли играл слишком увлечённо, на него напали двое, один из которых ударил его ножом по горлу, а второй попытался выстрелить из пистолета. Ледбелли, выдернув нож из шеи, отобрал пистолет и прогнал одного нападавшего, а второго застрелил. Когда он пришёл в полицию, истекая кровью, чтобы отдать пистолет, ему там мягко намекнули, чтоб больше в их район играть не приходил. Этот эпизод подробно описывается словами самого Ледбелли в книге Ломаксов «Негритянские народные песни».
Было ещё несколько подобных эпизодов и небольших стычек с законом, но до 1930 года всё обходилось. О том, что именно произошло потом, единого мнения нет: сам Ледбелли рассказывал, что он попытался украсть виски в баре и подрался с шестерыми белыми; другая версия говорит о том, что шестеро белых придрались к тому, что он пришёл на концерт Армии Спасения и там танцевал под музыку. Итогом явилось то, что Ледбелли за попытку убийства на 10 лет сел в тюрьму Louisiana State Penitentiary.

### Ангола и Ломакс
Условия проживания в лагере были очень суровы, несколько раз Ледбелли попадал под наказания (порку) за мелкие провинности, но потом приспособился, прогнулся под систему и, судя по сохранившимся документам, занимал различные должности, требующие доверия (при стирке и столовой).
В июле 1933 года в Анголу приехал Джон Ломакс, известный искатель и собиратель американской народной музыки (один из первых), и записал Ледбелли (к тому моменту абсолютного виртуоза двенадцатиструнной гитары, знавшего около полутысячи своих, чужих и народных песен) для Библиотеки Конгресса. Ломакс не верил своему счастью и через несколько месяцев вернулся с новым оборудованием (механизм для записи на диски из алюминия занимал почти целую машину), чтобы записывать ещё и ещё. Ледбелли ухватился за этот шанс, и одна из песен была обращена к луизианскому губернатору (О. К. Аллену), и вскоре Ледбелли снова вышел на свободу. (Позже нашлись свидетельства того, что его собирались в любом случае выпускать за хорошее поведение и в связи с экономией во время Великой депрессии).
Он разыскал Ломакса и, отблагодарив его, стал его неотлучным шофёром, телохранителем и исполнителем. Они продолжили путешествие по тюрьмам разных штатов, в каждой из которых Ломакс делал записи, а Ледбелли расширял свой и без того не маленький репертуар. Многие песни он «вспоминал», тут же исполняя немного по-своему, и рассказывал, как он слышал их сам в детстве от дяди, отца или матери.
Вернувшись в Нью-Йорк, они попытались издать пару коммерческих записей (как из числа сделанных на местах, так и из нового материала самого Ледбелли), но без особого успеха. Многие из тех записей сохранились до наших дней. В те годы, несмотря на активную рекламу (например, еженедельные выступления по радио), песни Ледбелли продолжали считаться старомодными. Тем не менее, Ломакс, имевший связи в академической среде (он заканчивал Гарвард), организовывал выступления Ледбелли для музыковедов, для которых носитель песен начала века был ценной находкой. В те же годы была написана книга Джона Ломакса «Негритянские народные песни в исполнении Ледбелли», подробно рассказывающая о жизни Хадди Ледбеттера в перспективе американского фольклора.

### После Ломакса

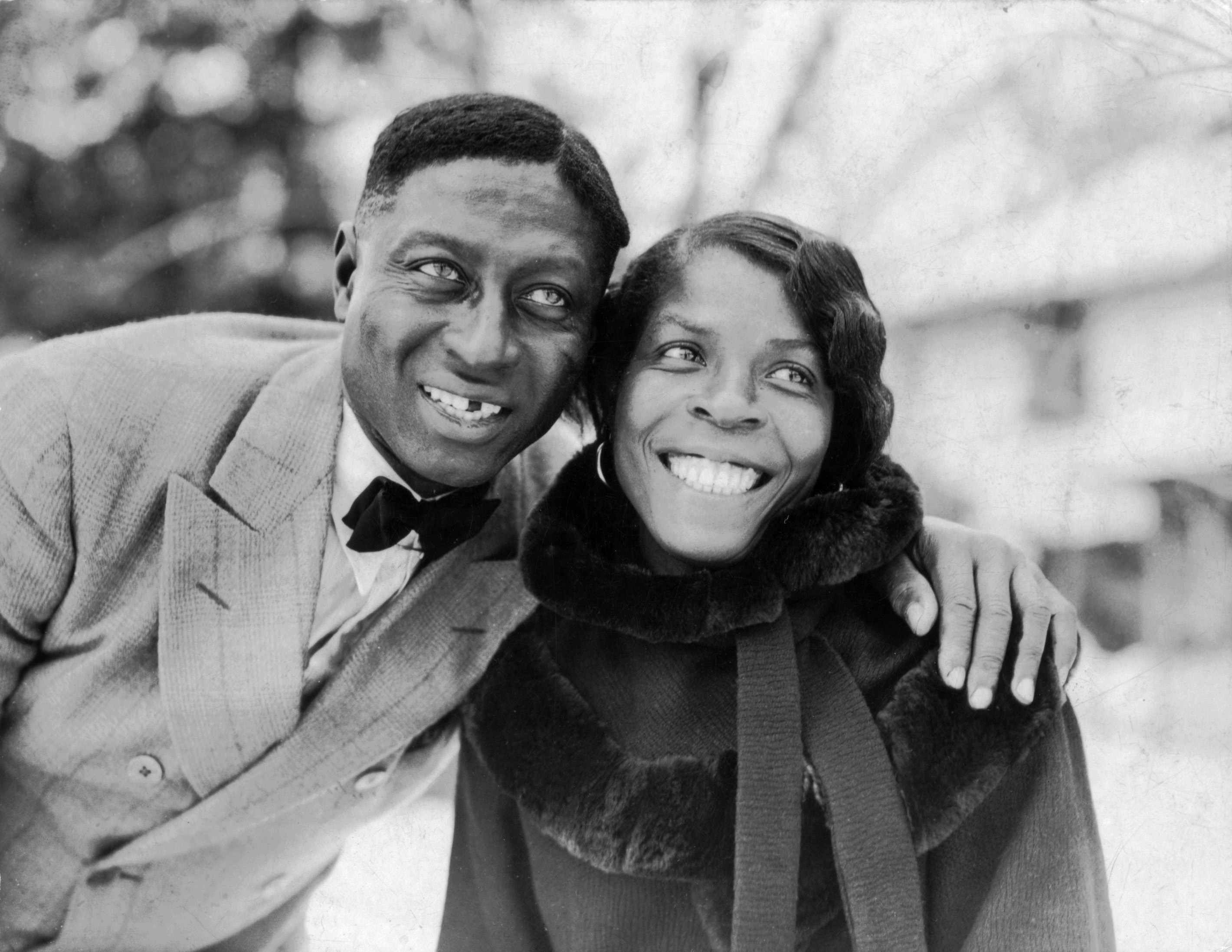
Лед Белли и Марта Промис Ледбеттер. Вилтон, Коннектикут. Февраль 1935

В 1935 году Ломакс и Ледбелли расстались, первый уехал в Техас заканчивать книгу, второй сначала с новой женой (Мартой Промис) уехал в Луизиану, затем в 1936 году вернулся в Нью-Йорк, где без помощи Джона Ломакса дела пошли хуже. Интерес публики в первую очередь был к джазу и свингу, а не к блюзу и народной музыке. Им заинтересовались левые активисты (Мэри Барникл и прочие), и он записал несколько песен, чуть переделав их текст, переставляя акценты.
В 1939 году Ледбелли, уже находясь в почтенном возрасте, отсидел ещё раз несколько месяцев за драку (на этот раз с чёрным, причины драки остались неизвестны), решив не связываться с апелляцией. Выйдя на свободу, силач ещё десять лет продолжал вести разгульный образ жизни в Нью-Йорке, где общался в числе прочих с Сонни Терри и Брауни МакГи, Джошем Уайтом и Вуди Гатри, оставаясь в хороших отношениях с сыном Ломакса Аланом (продолжатель дела отца не сдавался и продолжал записывать народную музыку). Вуди Гатри, известный исполнитель народной и «дорожной» музыки, тогда не был никому знаком, но останавливался в Нью-Йорке у Ледбеттеров и многому учился у Ледбелли.
Время от времени Ледбелли выступал на радио (с детскими и военными песнями, блюз уже не пользовался популярностью), записывался с новыми знакомыми, пытался приобщиться к джазовой музыке, один раз съездил с концертами во Францию в начале 1949 года. Несколько раз его записывали на киноплёнку (сохранилось около полутора часов цветных записей с его участием).

### Смерть
В 1949 году Ледбелли после европейского тура и поездкой во Францию, заболел после его завершения, и ему поставили диагноз болезнь Лу Герига. Его последний концерт был в Техасском университете в Остине в честь его бывшего наставника Джона Ломакса, который умер в прошлом году.
Лид Белли умер в том же году в Нью-Йорке и был похоронен на кладбище баптистской церкви Шайло в Мурингспорте, штат Луизиана. 

### Наследие
Через год группа The Weavers вывела его песню «Goodnight Irene» на первое место американского хит-парада, и начиная с этого момента все песни Ледбелли использовались очень часто. Они были разделены на две неравные группы: одна часть была популяризована прежде всего Вуди Гатри и дала начало стилям кантри и фолк; вторая часть с помощью Тадж Махала, Джона Ли Хукера, Сонни Терри и других оформилась в восточный блюз, а позже через Led Zeppelin и The Beatles стало роком. Все эти события относятся большей частью уже к 1960-м годам.
В родном городе Ледбелли, Шривпорте, ему поставлен памятник. В 1980 году Ледбелли вошёл в «Зал славы» Nashvile Songwriter Assiciation, в 1986 году — в Зал славы блюза Blues Foundation, в 1988 — в ещё более знаменитый Зал славы рок-н-ролла.
Курт Кобейн являлся большим фанатом творчества Ледбелли, немалая часть песен Nirvan'ы была отыграна, написана и(или) записана с использованием Ледбелливской легендарной акустической 12-струнной гитары, на которой у Кобейна, в действительности, стояло не двенадцать, а 5-6 нейлоновых струн. В первую очередь, этот музыкальный инструмент можно слышать на записи песен Polly и Something in the Way в их альбоме Nevermind. Группа исполнила кавер-версию «Where Did You Sleep Last Night?» во время акустического концерта Nirvana в Нью-Йорке в рамках шоу MTV Unplugged, назвав автора песни «своим любимым исполнителем». Эта композиция присутствует не только на этом альбоме - Nirvana и Курт Кобейн в частности, нередко исполняли и записывали ещё кавер-версии этой и нескольких других известных песен Ледбелли, часть которых можно найти в их бокс-сете With the Lights Out.

## Дискография

### Записи Библиотеки Конгресса США
Записи Библиотеки Конгресса США, сделанные Джоном и Аланом Ломаксами, были изданы (на 12 компакт-дисках) компанией Rounder Records:
- Midnight Special (1991)
- Gwine Dig a Hole to Put the Devil In (1991)
- Let It Shine on Me (1991)
- The Titanic (1994)
- Nobody Knows the Trouble I’ve Seen (1994)
- Go Down Old Hannah (1995)

### Folkways Records
Folkways выпустили записи, которые были сделаны в 1941—1947 годах:
- Where Did You Sleep Last Night — Lead Belly Legacy Vol.1 (1996)
- Bourgeois Blues — Lead Belly Legacy Vol.2 (1997)
- Shout On — Lead Belly Legacy Vol.3 (1998)

Также на Smithsonian Folkways были выпущены тематические сборники:
- Lead Belly Sings Folk Songs (1989)
- Lead Belly’s Last Sessions (1994)
- Lead Belly Sings For Children (1999)
- Folkways: The Original Vision (Вуди Гатри и Ледбелли) (2004)

### Другие издания
- Huddie Ledbetter’s Best (1989) — фирма Capitol издавала поздние (1944) записи Ледбелли, где он в том числе играет рэг-тайм на фортепиано.
- King of the 12-string Guitar (1991) — студия Sony.
- Private Party November 21, 1948 (2000) — содержит записи сделанные на частной вечеринке в 1948 году.
- Take This Hammer (2003) — 26 песен, записанных для студии RCA в 1940 году.

## Основные песни
- Midnight Special (Полуночный экспресс) — тюремная песня об известном в узких кругах поверье, что если свет фар полуночного экспресса осветит кого сквозь решётку, то его скоро выпустят. Песня считается народной, раньше Ледбелли её исполнял Сэм Коллинз, после него — очень многие, включая CCR
- Julianne Johnson (Джулиан Джонсон) — песня лесорубов, исполняемая большой группой во время работы. Впервые записана в «Анголе», позже Ледбелли добавил пару строф о своей жене (Марте Промис).
- Pick a Bale of Cotton (Собрать стог хлопка) — популярная песня сборщиков хлопка, под которую он легче собирается. Ледбелли утверждал, что около 1917 года (до первого попадания в тюрьму) он действительно на пару с женой собирал стог хлопка в день (а это полторы тысячи фунтов, то есть почти 700 кг). Другим известным исполнителем этой песни был Джеймс «Железная Голова» Бейкер[англ.], которого Алан Ломакс тоже записывал в тюрьме Sugarland.
- Grey Goose (Серый гусь) — песня-легенда, переработанная Ледбелли из древней английской песни (под гусями метафорически понимаются выносливые негры).
- Stewball — старая баллада о скачках 1822 года в Ирландии. Считается, что она была переработана чёрными музыкантами во время Гражданской войны, и позже объединилась с балладой «Molly and Ten Brooks» о скачках 1878 года в Луисвилле, штат Кентукки. Ломакс называл её «пропо́лочной песней» (по аналогии с «лесозаготовочными», «хлопкособирательными», «дорогоукладывательными» и прочими трудовыми песнями негров).
- Rock Island Line (Дорога Каменного Острова) — лесозаготовочная песня с железнодорожным уклоном. Ледбелли говорил, что выучил её в тюрьме Арканзаса у некоего Келли Пейса (Kelly Pace). Входила в репертуар исполнителей как кантри (Джонни Кэш), так и рока (Литтл Ричард)
- Whoa Back Buck and Gee by the Lamb (Непереводимая игра слов) — песня погонщиков мулов, Ледбелли выучил её у своего дяди (который как раз был погонщиком) в детстве и ввёл в тюремный репертуар.
- Didn’t Ol' John Cross the Water? (Разве старый Джон не переплыл воду?) — песня сборщиков хлопка, которую Ледбелли выучил в одной из тюрем южной Калифорнии в 1934 году (когда был шофёром Ломакса).
- Can’t You Line 'em (Равняй как следует!) — песня рельсоукладчиков о том, что их работа труднее, чем Моисея, раздвигающего воды Красного моря. Автором Ломакс записал Генри Трувильона (Henry Truvillion), дорожного бригадира, найденного им где-то в Техасе.
- Take This Hammer (Возьми кувалду) — народная песня, широко известная на юго-востоке США среди как белых, так и негров. Версия Ледбелли базируется на записи заключённого из Виргинии по имени Клифтон Райт (Clifton Wright).
- Ham’en Eggs (Яичница с ветчиной) — другая песня про кувалду, под которую в штате Тенесси заключённые крошат камень.
- Alabama Bound (Направляюсь в Алабаму) — кажется, единственная песня, разученная по нотам (издавались в 1909 г. в Новом Орлеане). Впрочем, Ледбелли изменил в ней многие слова.
- You Can’t Lose-a-Me Cholly (Чолли, ты от меня так просто не избавишься) — любимая песня Ледбелли, одна из первых записанных, была переделана автором из старой песни в стиле менестрелей, исполняемой на банджо и скрипке. «Чолли» — имя «Чарли» в произношении Ледбелли.
- Alberta (Альберта) — представитель полевой негритянской песни (field holler), которую поют большой компанией без аккомпанемента.
- Easy Rider (Беспечный ездок) — техасская народная песня, в версии Ледбелли приближающаяся к «Corrina Blues» Слепого Лемона Джефферсона.
- I’m on My Last Go Round (Мой последний обход), Fannin Street (Улица Фэннин), Mister Tom Hughes' Town (город мистера Тома Хьюэса) — различные версии собственной песни Ледбелли о своей молодости, о Шривпорте, его главной улице и его шерифе.
- In The Pines (В соснах)*. Известна также как Where Did You Sleep Last Night? (Где ты спала этой ночью?).
- Worried Blues (Тревожный блюз) — версия для солирующей гитары старой песни «Forth Worth and Dallas Blues», которую Слепой Лемон Джефферсон и Ледбелли часто играли дуэтом.
- Don’t You Love your Daddy No More? (Неужели ты больше не любишь папочку?) — Ледбелли перенял эту песню в 1928 году у Лероя Карра
- Gallows Pole (Виселичный столб) — старая европейская баллада, переиначенная Ледбелли на негритянско-блюзовый лад, в которой осуждённый на смертную казнь по очереди спрашивает у всех членов семьи, есть ли у них деньги его выкупить. В одном из вариантов Ледбелли даже называет примерную сумму: 20—30 долларов было достаточно, чтобы подкупить палача и заменить повешение отпусканием на поруки.